# Петродворцовый часовой завод
Петродворцовый часовой завод «Ракета» — один из старейших заводов России. Начало было положено созданием в 1721 году Петергофской гранильной фабрики, на которой изготовлялись украшения из драгоценных камней для царской семьи.
После Октябрьской революции (1917) на фабрике производились точные технические камни для Военного ведомства СССР и Красной Армии. С 1949 года по приказу И. В. Сталина на Петродворцовом часовом заводе было налажено производство наручных часов «Победа» и «Звезда». С 1961 года завод производит часы марки «Ракета».

## История

### Петергофская гранильная фабрика
Создана в Петергофе по указу Петра I 1721 году как «мельница» для резки шлифования камней. Большая советская энциклопедия, годом создания указывала 1725-й. Факт основания фабрики в 1721 году был подтверждён благодаря архивной находке, которую опубликовал историк и краевед В. Е. Ардикуца.
До 1741 года находилась в ведении Aкадемии наук, затем передана в правительственную канцелярию. По контракту 1748 года англичанину Иосифу Боттому (1711—1778) было поручено «бриллиантить» алмазы, гранить прочие драгоценные камни, смотреть за резкой, шлифовкой и полировкой больших и мелких камней и обучить 4-х учеников. С этих пор появились династии потомственных камнерезов из приписанных «навечно» к фабрике удельных крестьян.
При Екатерине II в Санкт-Петербурге началось строительство дворцов, музеев, фонтанов. Потребовалось много камня. Петергофскую гранильную фабрику расширили, установили новое оборудование.
В 1763 году по указу императрицы мельница перешла под заведование президента Академии художеств И. И. Бецкого.
В 1777—1778 годах под руководством архитектора И. Яковлева по проекту архитектора Ю. М. Фельтена вместо деревянного здания мельницы было построено 3-этажное каменное здание на берегу Финского залива, близ дороги на Ораниенбаум.
В 1800 году Академию художеств и фабрику возглавил граф А. С. Строганов. Особую роль в это время сыграл архитектор А. Н. Воронихин, который проектировал декор предметов из цветного камня. Для главного престола Казанского собора Воронихин создал проект дарохранительницы из порфиров, агатов, яшм и других камней; её части исполняли в Петергофе и Екатеринбурге.
В 1811 году управление было возложено на графа Д. А. Гурьева. В помещении каменной мельницы была организована мастерская по изготовлению хирургических инструментов, сабельных и шпажных клинков для армии. В 1816 году был учрежден новый штат, поставлены новые механизмы, часть мастеровых передана на бумажную фабрику, часть переведена на Императорский Стеклянный завод. Фабрика стала называться «Императорская гранильная».
В 1848—1858 годы директором фабрики был барон Николай Ефремович Бухгольц. При нём было организовано мраморное и паркетное отделение для исполнения мозаичных полов в «античном стиле» для Исаакиевского собора, для Петергофа, для Нового Эрмитажа. Мраморное отделение просуществовало до 1860 года.
Некоторое время директором был Алексей Матвеевич Яфимович, выпускник пансиона при Царскосельском лицее. При нём в 1875 году было перестроено трёхэтажное здание флигеля, пустовавшее после закрытия мраморного отделения. Сюда перевели мозаичные и гранильные мастерские, тут же был организован музей.
В 1911 году должность директора занял бывший директор Екатеринбургской гранильной фабрики В. В. Мостовенко. Помимо изделия для царского двора, фабрика активно выпускала мелкие бытовые предметы, часто утилитарного характера — набалдашники для тростей и зонтов, лоточки, ножи для разрезания бумаги и др.; в огромных количествах изготавливались пасхальные яйца из цветных камней. Среди крупных работ была, начатая ещё при прежнем директоре академике А. Л. Гуне, каменная отделка свода шатра (сени) в Храме Воскресения Христова, а также мозаика для престола Морского собора в Кронштадте.
С 1914 года фабрика выпускала преимущественно технические изделия.

### Советский период
В 1921 году Петергофская гранильная Фабрика была передана в ведение Научно-художественного отдела Петроградского Управления Научными Учреждениями Академического Центра в структуре Народного Комиссариата Просвещения (Наркомпроса) РСФСР.
В 1922 году Высшим Советом Народного Хозяйства (ВСНХ) было принято решение о создании треста по добыче, обработке и сбыту самоцветных камней и изделий из них – под названием «Русские Самоцветы». В числе прочих предприятий под номером 1 в трест включалась и Петергофская Гранильная Фабрика. Согласно этому решению, фабрика выводилась из ведения Наркомпроса РСФСР и передавалась в непосредственное подчинение ВСНХ на основании декрета ВЦИК от 10 апреля 1923 года. Наркомпрос РСФСР, однако, не оставил передачу фабрики без борьбы и инициировал в 1924 году переговоры с ВСНХ с целью оговорить условия передачи фабрики и, по возможности, сохранить контроля над ней, но фабрика осталась в ведении ВСНХ.
Однако в 1927 году фабрика все же вернулась в структуру Наркомпроса. Постановлением Президиума ВСНХ от 4 апреля 1927 года, поддержанного Советом Труда и Обороны на заседании 22 июля 1927 года, фабрика передавалась в ведение Академии Художеств РСФСР (актуальное название на 1927 год: «Высший Художественно-Технический Институт»). В качестве мотива возвращения фабрики в структуру Наркомпроса на заседании Совета Труда и Обороны приводилась записка представителя СНК РСФСР в СНК СССР А. Свидерского о том, что «ВСНХ в действительности не использованы в полной мере Петергофская и Калыванская камнерезные фабрики». В ходатайстве Наркомпроса в СТО СССР также утверждалось, что трест «Русские Самоцветы» «оказался не в силах поставить камнерезное производство на должную высоту […] и вынужден был законсервировать во 2-й половине 1925 года все камнерезные фабрики». Из этого документа мы можем сделать вывод, что около 1,5-2 лет (с 1925 по 1927 гг) фабрика была законсервирована.
В 1927 году завод изготовил облицовочные плиты для мавзолея Ленина.
В структуре Академии Художеств был создан Отдел Силикатных Искусств (ОСИ), куда в числе прочих художественных предприятий входила и Петергофская Гранильная Фабрика. В 1929 году предприятия из ОСИ оказались в новой организационной структуре. 12 июля 1929 года Наркомпрос РСФСР и Народный Комиссариат Внешней и Внутренней Торговли (Наркомторг) СССР учредили совместное торгово-промышленное акционерное общество «Силикатное искусство», к которому с 1 октября 1929 года перешли в подчинение все предприятия Отдела Силикатных Искусств Академии Художеств. Сделано это было, вероятно, для сближения целей производства и торговли художественными изделиями.
Однако на фоне индустриализации и переориентирования промышленности на нужды оборонного комплекса с 1929 года фабрика все больше получала заказов на производство технических камней. В связи с этим постановлением ВЦИК от 20 июня 1930 года предприятия акционерного общества «Силикат-Искусство» были изъяты из ведения Наркомторга (и Наркомпроса, хотя в документе это не указано). Само акционерное общество было переименовано в АО «Русские самоцветы» и передано под непосредственный контроль ВСНХ РСФСР.
Вероятно, в 1931 году Петергофская Гранильная фабрика окончательно переориентируется на производство точных технических камней. Об этом, в частности, говорят предложения Ленинградского пригородного райкома ВКП(б), полученные фабрикой в ноябре 1930 года. Райком партии постановил «согласиться с мнением треста о переводе фабрики на выработку исключительно технических камней для промышленности Союза». В связи с этим, по всей видимости, в 1931 году фабрика была переименована в 1-й Государственный Завод Точных Электротехнических Камней в рамках треста «Русские Самоцветы» (ТТК-1). В архивах не удалось найти документа о переименовании, однако, как было отмечено выше, в 1930 году фабрика еще существовала под старым названием, а за 1932 год уже предоставила отчет – под новым. В сочетании с указанием РК ВКП(б) это не оставляет сомнений в том, что в 1931 году произошло переименование в связи с переориентированием деятельности.
В период с 1932 по 1954 год Завод ТТК-1, оставаясь в рамках одной и той же административной структуры, многократно менял подчинение в связи с постоянной реорганизацией вышестоящих институтов. В 1932 году ВСНХ был преобразован в Народный Комиссариат Тяжелой Промышленности (НКТП), в рамках которого продолжил работу трест «Русские Самоцветы». В 1936 году из состава НКТП был выделен Народный Комиссариат Оборонной Промышленности (НКОП). В связи с военной значимостью точных технических камней Завод ТТК-1 был выделен из состава треста «Русские Самоцветы» (оставшегося в подчинении НКТП) и передан в подчинение Треста №13 НКОП. После расформирования НКОП согласно постановлению СНК СССР № 767 от 15 мая 1940 года Завод ТТК-1 оказался в подчинении Народного Комиссариата Электропромышленности (НКЭП) как самостоятельное предприятие. Однако уже спустя несколько месяцев новое постановление Экономического Совета при СНК СССР № 1671 от 4 октября 1940 года передавало Завод ТТК-1 из ведения НКЭП в подчинение Народного Комиссариата Общего Машиностроения (НКОМ).
С началом Великой Отечественной войны НКОМ был реорганизован и переименован в Народный Комиссариат Минометного Вооружения (НКМВ). Завод ТТК-1 продолжил работу в его структуре. Согласно постановлению Государственного Комитета Обороны (ГКО СССР) от 11 июля 1941 года Петергофский Завод ТТК-1 подлежал эвакуации. К 1942 году была завершена эвакуация в г. Углич Ярославской области и г. Куса Челябинской области. Однако с завода ушла лишь часть работников, остальные остались в блокадном городе и сражались на линии фронта. Здание завода находилось прямо между двумя линиями фронта и было практически полностью разрушено. Работать приходилось в помещениях без окон и света. В цехе работало тридцать три человека. Камневой цех начал выпускать самые простые изделия — яшмовые подушечки для весов, которые служили опорой для осей.
Позже в г. Угличе и г. Кусе сохранятся новые заводы точных технических камней и после возвращения ТТК-1 в Петергоф (ТТК-2 в Угличе и ТТК-3 в Кусе). В соответствии с постановлением СНК СССР № 837-430сс от 3 июня 1942 года и приказом НКМВ № 250с от 7 июля 1942 Завод ТТК-1 был переименован в завод № 823.
В 1946 году постановлением СНК СССР № 396 от 17 февраля 1946 года, постановлением Совета Министров СССР № 1030 от 13 мая 1946 года и приказом Министра машиностроения и приборостроения СССР № 80 от 17 мая 1946 года Наркомат минометного вооружения был преобразован в Министерство машиностроения и приборостроения СССР (ММиП). В рамках того же постановления Петергофский завод точных технических камней № 823 был переименован в Петродворцовый завод точных технических камней (ТТК-1). Произошли вышеозначенные перемены в связи с преобразованием СНК в Совет Министров, наркоматов в министерства, переименованием Петергофа в Петродворец и возвращением Завода ТТК-1 из эвакуации.
После восстановления на старом месте в Петродворце завод был частично пущен в эксплуатацию уже в 1947 году, однако его основным профилем стало производство часов. В министерстве завод числился в структуре Главчаспрома. В 1954 году новая специализация была наконец оформлена юридически. По предложению министерства Совет Министров СССР распоряжением № 3069-р от 25 марта 1954 года приказал переименовать завод точных технических камней Петродворцовый ТТК-1 в Петродворцовый часовой завод.
С 1961 года на заводе выпускают собственные оригинальные часы под торговой маркой «Ракета». Завод выпускал часы для гражданского населения, армии, флота, полярников, космонавтов, подводников. В 1980-х годах завод увеличивает свои мощности, производство часов достигает 4,5 млн экземпляров в год. В этот период число работников завода составляет 8000 человек. На территории, принадлежавшей предприятию, были построены свои больницы, школа, стадион, магазины, дом культуры. Завод имел санатории для рабочих и пансионаты на Чёрном море. Новые кадры обучали здесь же, в собственном университете.

### Современный период

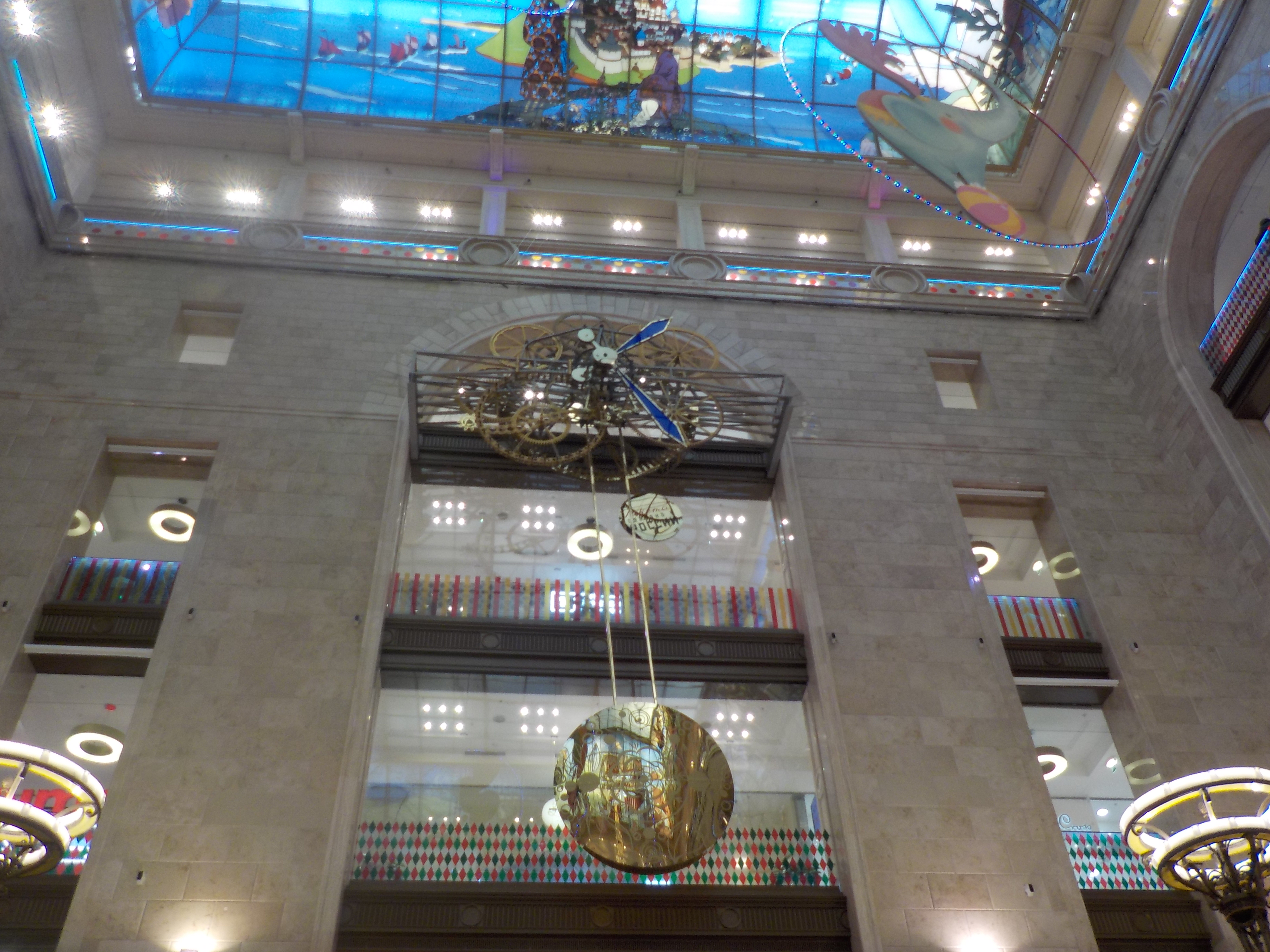
Часы в универмаге «ЦДМ на Лубянке», Москва- самый большой часовой механизм в мире

После распада СССР в 1991 году часовой завод ещё существовал до начала и середины 2000-х. В 2000 году умер руководитель Петродворцового часового завода «Ракета» Тычкин Олег Григорьевич, который руководил заводом с 1960-х и до начала 1990-х. В 2001 году в одном из зданий Часового завода открылся «Часовой мир», часовой завод «Ракета» вскоре закрылся полностью. После банкротства и закрытия часового завода принадлежащие заводу здания и помещения сдали для аренды под офисы, магазины и компании — в итоге сейчас завод расположился в одном из бывших зданий завода, но здание, где с 1960-х — 2000-е было расположено основное производство часов, завод потерял и сейчас там торгово-развлекательный комплекс «Ракета», остальные здания завода тоже отдали под магазины, кафе, рестораны и офисы.
В 2009 году предприятие вступило в стадию реорганизации. На завод были приглашены часовые инженеры из Швейцарии, которые в разное время работали с Rolex, Breguet, Hautlance и др.
Модель Наталья Водянова присоединилась к команде Петродворцового часового завода в 2013 году. Наталья создавала дизайн новых часов «Ракета», прибыль от продаж которых часовой завод разделяет с благотворительным фондом Водяновой «Обнаженные сердца».
В августе 2010 года на заводе открылась «Петродворцовая школа часовщика — Ракета», где обучают профессии часовщика.
В ноябре 2010 года в состав Совета директоров завода вошёл Ростислав Ростиславович Романов, один из потомков рода Романовых.
Завод располагается в своём историческом здании и производит собственные часовые механизмы и часы. В январе 2011 года в свет вышла новая коллекция часов «Ракета».
В 2012 году бывший директор производства баланса-спирали (самых сложных деталей часового механизма) компании Rolex, Жан Клод Кене, присоединился к команде завода «Ракета».
В 2013 году директором по стратегии был назначен будущий двукратный олимпийский чемпион Вик Уайльд, а его жена — будущий олимпийский призёр Алёна Заварзина вошла в совет директоров.
В 2014 году завод выпустил первый за 30 лет новый часовой механизм с автоподзаводом «Ракета-Автомат».
В 2015 году завод произвёл самый большой часовой механизм в мире, который установлен в «ЦДМ на Лубянке»

## Деятельность

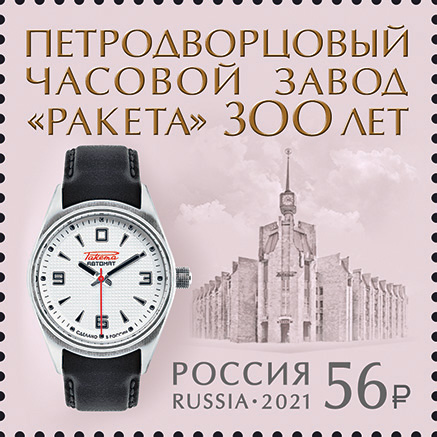
Почтовая марка. 300 лет Петродворцовому часовому заводу «Ракета»

Завод обслуживает авиационную, морскую, научную и промышленную отрасли страны.
ПЧЗ проводит такие операции, как:
- Разработка и проектирование всех видов мелких точных деталей и узлов.
- Токарная обработка тел вращения диаметром по стали не более 4 мм, по латуни не более 6 мм, длиной до 30 мм (с резьбой или отверстием не длиннее 17 мм).
- Обработка зубчатых колес и трибов диаметром не более 15 мм.
- Авиационные и морские хронометры, приборы и механизмы различного назначения.
- Обработка базовых плат и мостов исполнительных механических механизмов для приборов различного назначения.
- Изготовление рычагов, спиралей для колебательных приборов (сталь, бронза), балансов, анкерных колес, вилок, сборка и регулировка узлов анкерного хода и регулятора для разных приборов для механических механизмов, исполнительных систем приборов научного, авиационного, морского и промышленного назначения.
- Промывка и шлифовка мелких точных деталей, закалочные работы в защитной атмосфере стальных деталей диаметром до 45 мм.
- Полировка цапф мелких точных осей и трибов.
- Токарно-расточные работы, изготовление штампов для мелких деталей, шлифовка плоскости в размер по толщине деталей из черных и цветных металлов.
- Контроль физических и размерных характеристик различных деталей и узлов.
- Ремонт механических газовых счетчиков.

### Производство часов
- ПЧЗ «Ракета» производит часы марок «Ракета», «Свет» и других часов для различных брендов.
- Разработка и проектирование всех видов часовых деталей, часовых механизмов с усложнениями и часовых комплектующих (корпусов, циферблатов, стрелок, ремней и т. д. для своих и других брендов.
- Токарная обработка винтов, осей, штифтов, втулок, заготовок для заводных валов, трибов и колес часового механизма.
- Фрезерование модульных и косых зубьев колес, трибов, муфт и валов часовых механизмов.
- Полная обработка платин и мостов часового механизма с высокой точностью по размерам и координатам.
- Полное производство деталей хода часового механизма (в том числе спираль).
- Промывка, шлифовка и термообработка часовых стальных деталей.
- Полировка цапф часовых осей и трибов.
- Ремонт и изготовление часовых инструментов, штампов и приспособлений.
- Контроль физических и размерных характеристик всех видов часовых деталей и узлов.
- Предварительная сборка (установка осей, штифтов, камней, других деталей в узлов).
- Сборка и регулировка часового механизма.
- Сборка циферблатов и стрелок в корпус, проверка хода и герметичности.
- Установка ремней, проверка качества, упаковка.
- Декотажные работы: исправление дефектов часового механизма в процессе производства и хранения.
- Тампопечать на циферблатах.
- Ремонт и восстановление часов.

## Достижения
Изделия из драгоценного камня, производимые когда-то на Петродворцовом часовом заводе, сегодня выставлены в крупнейших музеях мира, таких как Версаль, Эрмитаж, Сан-Суси. Мастера из Петергофа участвовали в строительстве Исаакиевского собора, Эрмитажа, фонтанов Санкт-Петербурга.